# Parlamentswahlen in Mosambik 2009
Die Parlamentswahlen in Mosambik fanden am 28. Oktober 2009 gleichzeitig mit der Präsidentschaftswahl und den erstmals durchgeführten Provinzwahlen statt. Die Parlamentswahlen waren die vierten allgemeinen Wahlen seit Beendigung des Mosambikanischen Bürgerkriegs. Die Wahlen endeten mit einem haushohen Sieg der Regierungspartei Frente da Libertação de Moçambique (FRELIMO), einer Niederlage der bis dahin einzig bedeutsamen Oppositionspartei Resistência Nacional Moçambicana (RENAMO) sowie einem Achtungserfolg der neu gegründeten Partei Movimento Democrático de Moçambique (MDM). 
24 politische Parteien und fünf Parteienkoalitionen hatten sich für die Teilnahme an der Wahl bei der Comissão Nacional de Eleições – CNE, der nationalen Wahlkommission, beworben. 19 Parteien wurden zugelassen, davon nur fünf in mehr als sieben der 13 Wahlbezirke (einschließlich der Bezirke „Afrika“ und „Rest der Welt“ für im Ausland weilende Mosambikaner).

## Demokratische Standards
Wie bei den vorangegangenen Wahlen gab es deutliche Kritik an den demokratischen Standards der Wahlen. Neben der Bevorteilung von FRELIMO, deren Anhänger in massiver und unfairer Weise staatliche Ressourcen für Parteipropaganda genutzt haben sollen, kritisierten Beobachter insbesondere, dass die neu gegründete MDM mit formalen Begründungen in neun von 13 Wahlbezirken ausgeschlossen worden war.
Wahlbeobachter der Europäischen Union beobachteten zahlreiche Unregelmäßigkeiten bei der Auszählung der Stimmen in den Wahllokalen; die Unregelmäßigkeiten würden aber die Wahlergebnisse nicht entscheidend beeinflussen.

## Wahlergebnisse
- Frelimo: 191
- RENAMO: 51
- MDM: 8

| Ergebnisse der Parlamentswahlen von 2009                                  | Ergebnisse der Parlamentswahlen von 2009 | Ergebnisse der Parlamentswahlen von 2009 | Ergebnisse der Parlamentswahlen von 2009 |
| ------------------------------------------------------------------------- | ---------------------------------------- | ---------------------------------------- | ---------------------------------------- |
| Partei                                                                    | Stimmenzahl                              | Stimmenanteil                            | Sitze                                    |
| Frelimo                                                                   | 2.907.335                                | 74,66 %                                  | 191                                      |
| RENAMO                                                                    | 688.782                                  | 17,68 %                                  | 51                                       |
| Movimento Democrático de Moçambique (MDM)                                 | 152.836                                  | 3,93 %                                   | 8                                        |
| Partido de Liberdade Democrática (PLD)                                    | 26.929                                   | 0,69 %                                   | 0                                        |
| Partido para a Paz, Democracia e Desenvolvimento (PDD)                    | 22.410                                   | 0,58 %                                   | 0                                        |
| Partido os Verdes de Moçambique (PVM)                                     | 19.577                                   | 0,50 %                                   | 0                                        |
| Aliança Democrática de Antigos Combatentes para o Desenvolvimento (ADACD) | 17.275                                   | 0,44 %                                   | 0                                        |
| Partido de Solidariedade e Liberdade (PAZS)                               | 16.626                                   | 0,43 %                                   | 0                                        |
| Aliança Independente de Moçambique (ALIMO)                                | 14.959                                   | 0,38 %                                   | 0                                        |
| Coligação União Eleitoral (UE)                                            | 6.786                                    | 0,17 %                                   | 0                                        |
| Partido de Reconcilliação Nacional (PARENA)                               | 5.610                                    | 0,14 %                                   | 0                                        |
| Partido Ecologista - Movimento da Terra (ECOLOGISTA-MT)                   | 5.267                                    | 0,14 %                                   | 0                                        |
| Movimento Patriótico para Democracia (MPD)                                | 2.433                                    | 0,06 %                                   | 0                                        |
| União dos Democratas de Moçambique - Partido Popular (UDM-PT)             | 2.190                                    | 0,06 %                                   | 0                                        |
| União para a Mudança (UM)                                                 | 1.641                                    | 0,04 %                                   | 0                                        |
| Partido Trabalhista (PT)                                                  | 1.239                                    | 0,03 %                                   | 0                                        |
| Partido Nacional dos Operários e Camponeses (PANAOC)                      | 852                                      | 0,02 %                                   | 0                                        |
| Partido Popular Democrático (PPD)                                         | 712                                      | 0,02 %                                   | 0                                        |
| Partido De Reconciliação Democrática Social (PRDS)                        | 399                                      | 0,01 %                                   | 0                                        |
| gültige Stimmen: 3.893.858                                                | ungültige Stimmen: 493.392               | Wahlbeteiligung: 44,44 %                 | 250                                      |

Quelle: 
Ein am 9. November 2009 erst veröffentlichtes Ergebnis enthielt noch Unstimmigkeiten, die Ergebnisse addierten sich zu mehr als 100 %. Von den 16 weiteren Parteien, die neben FRELIMO, RENAMO und MDM in einem oder mehreren Wahlbezirken wählbar waren, erreichte landesweit keine auch nur 1 % der Stimmen.
Die Ergebnisse der Parlamentswahlen nach Provinzen aufgeschlüsselt (n. z. steht für "nicht zugelassen, Unterschiede in der Zahl der Sitze einer Provinz ergeben sich zumeist aus unterschiedlicher Bevölkerungsentwicklung):
| Ergebnisse der Parlamentswahlen aufgeschlüsselt nach Provinzen | Ergebnisse der Parlamentswahlen aufgeschlüsselt nach Provinzen | Ergebnisse der Parlamentswahlen aufgeschlüsselt nach Provinzen | Ergebnisse der Parlamentswahlen aufgeschlüsselt nach Provinzen | Ergebnisse der Parlamentswahlen aufgeschlüsselt nach Provinzen |
| -------------------------------------------------------------- | -------------------------------------------------------------- | -------------------------------------------------------------- | -------------------------------------------------------------- | -------------------------------------------------------------- |
| Provinz                                                        | Sitze gesamt 2009 (2004)                                       | Sitze FRELIMO                                                  | Sitze RENAMO                                                   | Sitze MDM                                                      |
| Niassa                                                         | 14 (12)                                                        | 12 (9)                                                         | 2 (3)                                                          | 0                                                              |
| Cabo Delgado                                                   | 22 (22)                                                        | 19 (18)                                                        | 3 (4)                                                          | n. z.                                                          |
| Nampula                                                        | 45 (50)                                                        | 32 (27)                                                        | 13 (23)                                                        | n. z.                                                          |
| Zambezia                                                       | 45 (48)                                                        | 26 (19)                                                        | 19 (29)                                                        | n. z.                                                          |
| Tete                                                           | 20 (18)                                                        | 18 (14)                                                        | 2 (4)                                                          | n. z.                                                          |
| Manica                                                         | 16 (14)                                                        | 12 (7)                                                         | 4 (7)                                                          | n. z.                                                          |
| Sofala                                                         | 20 (22)                                                        | 10 (6)                                                         | 5 (18)                                                         | 5                                                              |
| Inhambane                                                      | 16 (16)                                                        | 15 (15)                                                        | 1 (1)                                                          | 0                                                              |
| Gaza                                                           | 16 (17)                                                        | 16 (17)                                                        | 0 (0)                                                          | n. z.                                                          |
| Maputo (Provinz)                                               | 16 (13)                                                        | 15 (12)                                                        | 1 (1)                                                          | n. z.                                                          |
| Maputo Stadt                                                   | 18 (16)                                                        | 14 (14)                                                        | 1 (2)                                                          | 3                                                              |
| Afrika                                                         | 1 (1)                                                          | 0 (0)                                                          | 0 (0)                                                          | n. z.                                                          |
| Restliche Welt                                                 | 1 (1)                                                          | 1 (1)                                                          | 0 (0)                                                          | n. z.                                                          |
| gesamt                                                         | 250 (250)                                                      | 191 (160)                                                      | 51 (90)                                                        | 8                                                              |

## Gescheiterter RENAMO-Boykott
Der Chef der RENAMO Afonso Dhlakama wies die gewählten Abgeordneten seiner Partei an, ihre Sitze nicht einzunehmen, da er die Wahlniederlage seiner Partei nicht anerkannte. Er konnte sich damit allerdings nicht durchsetzen, Anfang 2010 hatten nahezu alle RENAMO-Abgeordneten ihren Eid geleistet und ihr Mandat angenommen.